# 11657 Antonhajduk
11657 Antonhajduk eller 1997 EN7 är en asteroid i huvudbältet som upptäcktes den 5 mars 1997 av de båda slovakiska astronomerna Adrián Galád och Alexander Pravda vid Modra-observatoriet. Den är uppkallad efter astronomen Anton Hajduk.